# Gare de Partille
La gare de Partille  est une gare ferroviaire à Partille, au Comté de Västra Götaland, en Suède. Une première gare est construite en 1856; après une cinquantaine d’années, on ouvre une deuxième gare, construite en style Art nouveau .

## Patrimoine ferroviaire

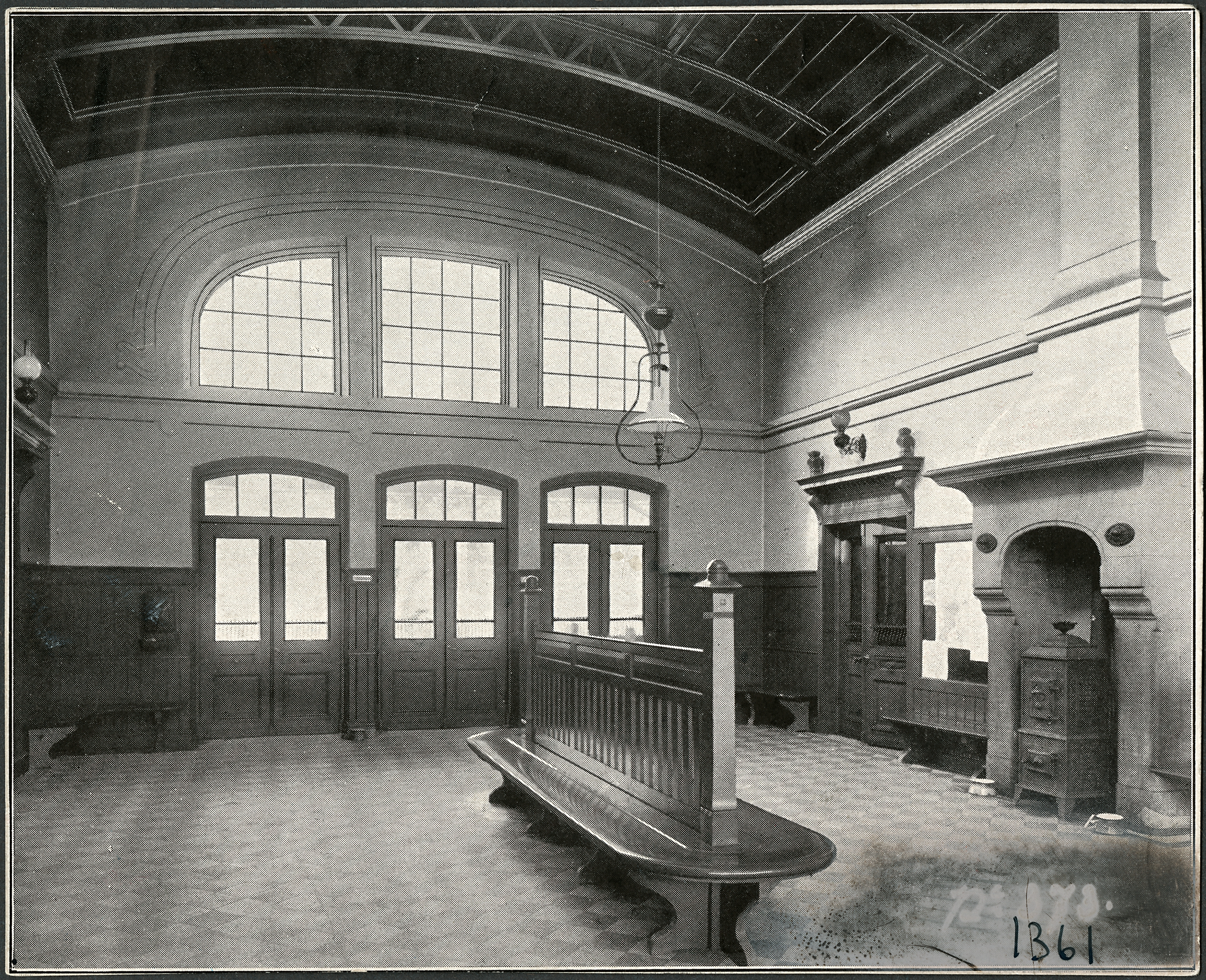
Salle d'attente de la gare, entre 1900 et 1909

La gare est citée monument historique. Selon la désignation: "Le nouveau bâtiment de la gare avait une architecture distinctive. Le bâtiment est construit sur un étage avec une partie centrale surélevée. La lanterne à mi-hauteur et les fenêtres surélevées éclairent le grand vestibule. Les façades sont en brique rouge avec une large bande en plâtre lisse sous le toit moustiquaire. Au-dessus du plafond se trouve la partie centrale lisse avec un "socle" et des couvres-fenêtres en briques. À l'origine, les façades vers les voies ferrées et vers le chantier étaient pratiquement identiques. La partie médiane avait trois portes dans chaque façade et une fenêtre en trois parties en forme d'arc. Le toit, recouvert de tôle ondulée peinte en vert, est plat, bien emmêlé et tendu au-delà des façades [offrant] une protection contre la pluie. Le bâtiment a été décoré avec des détails Art nouveau tels que symboles SJ moulés, couronnes en tôle dans les angles du plafond et des supports soignés pour le plafond moustiquaire.
À l'intérieur, le bâtiment se composait de salles d'attente de première et de deuxième classe, tandis que la partie centrale comporte un vestibule et une salle d'attente pour la troisième classe. De plus, il y avait des espaces pour l'expédition du fret et les bagages.
Le bâtiment de la gare a fait l’objet de nombreuses rénovations, notamment d’intérieurs. Un mur a été inséré dans la section médiane. Les modifications extérieures ont principalement consisté à remplacer les hautes dalles en brique d'origine par des hottes de ventilation en tôle et à remplacer deux des trois portails de la longue façade par des fenêtres. Lors de la dernière reconstruction, qui n'est pas encore terminée, le vestibule a été rouvert à pleine hauteur et doté de deux balcons destinés à être utilisés à des fins de service. L'extérieur du bâtiment a été restauré, en enlevant le quai de chargement.
(…) Le rez-de-chaussée est construit en brique tandis que le grenier légèrement étendu est en bois avec un panneau horizontal. Les grands côtés ont chacun un poêle, un avant à panneaux central et le toit en selle est sur les pignons à moitié fini. Le bâtiment contenait à l'origine trois appartements, mais est maintenant reconstruit à des fins de bureaux." .